# ATP Challenger Triest
Das ATP Challenger Triest (offizieller Name: Città di Trieste Challenger) ist ein seit 2020 stattfindendes Tennisturnier in Triest, Italien. Es ist Teil der ATP Challenger Tour und wird im Freien auf Sand ausgetragen.

## Liste der Sieger

### Einzel
| Jahr | Sieger                  | Finalgegner            | Ergebnis      |
| ---- | ----------------------- | ---------------------- | ------------- |
| 2025 | Matej Dodig             | Thiago Agustín Tirante | 6:3, 6:4      |
| 2024 | Federico Agustín Gómez  | Tomás Barrios Vera     | 6:1, 6:2      |
| 2023 | Hugo Gaston             | Francesco Passaro      | 6:3, 5:7, 6:2 |
| 2022 | Francesco Passaro       | Zhang Zhizhen          | 4:6, 6:3, 6:3 |
| 2021 | Tomás Martín Etcheverry | Thiago Agustín Tirante | 6:1, 6:1      |
| 2020 | Carlos Alcaraz          | Riccardo Bonadio       | 6:4, 6:3      |

### Doppel
| Jahr | Sieger                              | Finalgegner                              | Ergebnis          |
| ---- | ----------------------------------- | ---------------------------------------- | ----------------- |
| 2025 | Jakub Paul Matěj Vocel              | Robin Haase Johannes Ingildsen           | 7:5, 6:1          |
| 2024 | Marco Bortolotti Matthew Romios (2) | Daniel Dutra da Silva Courtney John Lock | 6:2, 7:66         |
| 2023 | Matthew Romios (1) Jason Taylor     | Marco Bortolotti Andrea Pellegrino       | 4:6, 7:5, [10:6]  |
| 2022 | Diego Hidalgo Cristian Rodríguez    | Marco Bortolotti Sergio Martos Gornés    | 4:6, 6:3, [10:5]  |
| 2021 | Orlando Luz Felipe Meligeni Alves   | Antoine Hoang Albano Olivetti            | 7:5, 6:76, [10:5] |
| 2020 | Ariel Behar Andrei Golubew          | Hugo Gaston Tristan Lamasine             | 6:4, 6:2          |